# Elmer Fudd
Elmer J. Fudd is een personage uit de filmpjes en strips van de Looney Tunes. Hij is een van de weinige niet-antropomorfe personages.

## Personage
Elmer is een korte, kale man met een bolle neus. In veel filmpjes is hij een jager die het voorzien heeft op Bugs Bunny of Daffy Duck, maar altijd zelf het slachtoffer wordt. Hij heeft een spraakstoornis waardoor hij vaak de “R” vervangt door een “W”. Zijn vaste kleding bestaat uit een bruin-rood jagersuniform. Zijn vaste wapen als jager is een dubbelloops jachtgeweer.
Elmer heeft meestal een slank postuur, maar in een aantal filmpjes gemaakt in 1941 en 1942 was hij juist enorm gezet. 

## Oorsprong
In 1937 bedacht Tex Avery reeds een personage genaamd Egghead, dat al veel leek op de latere Elmer Fudd. Egghead was het eerste regelmatig terugkerende personage in de Looney Tunes/Merrie Melodies-filmpjes. 
In 1940 werd het Egghead personage wat aangepast naar een personage dat al grotendeels leek op de huidige Elmer Fudd. Dit personage verscheen voor het eerst in het filmpje “Elmer's Candid Camera”. Veel fans zien dit filmpje als Elmers debuutfilmpje. In het filmpje “A Wild Hare” was Elmer voor het eerst te zien zoals men hem vandaag de dag kent. In dit filmpje ontmoette hij ook voor het eerst Bugs Bunny, die zijn eeuwige tegenspeler zou worden. 

## Acteurs
Elmers stem werd oorspronkelijk gedaan door radioacteur Arthur Q. Bryan. Andere acteurs die de rol hebben vertolkt zijn:
- Mel Blanc
- Hal Smith (1960–1961)
- Jeff Bergman (1989–1993)
- Greg Burson (1990-1995, Tiny Toon Adventures)
- Billy West (1996-heden)
- Quinton Flynn (Robot Chicken)
- Noel Blanc (Family Guy)
- Chris Edgerly (Drawn Together)